# Аксёнов, Василий Дмитриевич
Васи́лий Дми́триевич Аксёнов (1817—1890) — потомственный предприниматель, общественный деятель.
Выборный Московского биржевого общества (1870—1890), гласный Московской городской думы (1863—1888). Коммерции советник, купец 1-й гильдии, потомственный почетный гражданин. Торговал мануфактурным товаром под фирмой «Дмитрий Аксенов и сыновья».

## Биография
В 1865 году явился соучредителем «Товарищества Воскресенской мануфактуры» (вместе с братьями), в 1871 году — соучредителем Московского торгового банка, в 1873 году — соучредителем Московского торгово-промышленного товарищества, в 1878 году — соучредителем Московского товарищества временной задунайской торговли (для снабжения русской армии за пределами Российской империи во время Русско-турецкой войны).
Со 2 мая 1867 года Аксёнов Василий Дмитриевич являлся депутатом в городском депутатском собрании один год, с 23 февраля 1872 года состоял попечителем Московского мещанского училища, с 1877 года гласным Московской городской думы, с 3 июня 1891 выборным Московского биржевого общества, с 5 декабря 1891 года выборным Московского купеческого сословия.
Являлся членом Московского отделения Совета торговли и мануфактур Министерства финансов.

### Семья
Отец — Дмитрий Аксёнов, московский купец 1-й гильдии, потомственный почётный гражданин. Проживал в Москве: Пятницкая часть, 5-й квартал, 2-й участок, по Монетчикову пер., дом 11. Часть городской усадьбы Аксёновых, а именно, двухэтажный особняк сохранился до наших дней, это красивое здание с пилястровым портиком, замковыми камнями над окнами первого этажа и рустом. Был построен в начале XIX в., возможно, Дмитрием Аксёновым и перестроен в 1838 г., и 1894 г. (перестройка главного дома — 1894, архитектор Г. А. Кайзер). Сейчас в этом доме находится подстанция № 14 Станции скорой и неотложной медицинской помощи им. А. С. Пучкова г. Москвы.
Аксёнов Дмитрий — создатель и владелец торгового дома «Дмитрий Аксенов и сыновья», торговый дом существовал в образе полного товарищества, с 7 июля 1880 года торговал мануфактурным товаром на городском участке Носовского подворья. Членами торгового дома состояли его дети, потомственные почётные граждане: коммерции советник Василий Дмитриевич Аксенов и его брат Сергей Дмитриевич Аксенов. В 1890 году Василий Дмитриевич скончался и на основании форменного договора торговым домом стал управлять Сергей Дмитриевич.
Василий Дмитриевич похоронен в Даниловом монастыре в Москве.